# NGC 62
NGC 62 este o galaxie spirală din constelația Balena. Este localizată la RA 00h 17m 05.4s, dec −13° 29′ 15", și are o magnitudine aparentă de 13,5. NGC 62 a fost descoperită de către Édouard Stephan în 8 octombrie 1883.